# Ordinariat für die Gläubigen des orientalischen Ritus in Argentinien
Dem Ordinariat für die Gläubigen des orientalischen Ritus in Argentinien (lateinisch Ordinariatus Argentinae, spanisch Ordinariato para los fieles de rito oriental en Argentina) mit Sitz in Buenos Aires obliegt die bischöfliche Leitung und Jurisdiktion über alle katholischen Christen des byzantinischen Ritus in Argentinien, also für eingewanderte Angehörige der unierten byzantinischen Ostkirchen und deren Nachkommen.

## Geschichte
Papst Johannes XXIII. gründete es am 19. Februar 1959.
Einige unierte Kirchen bildeten in Argentinien eine eigene Jurisdiktion.

## Ordinarien
- Antonio Caggiano (15. August 1959–21. April 1975)
- Juan Carlos Aramburu (21. April 1975 – 30. Oktober 1990)
- Antonio Quarracino (30. Oktober 1990 – 28. Februar 1998)
- Jorge Mario Bergoglio SJ (6. November 1998 – 13. März 2013)
- Mario Aurelio Poli (4. Mai 2013 – 28. November 2023)
- Jorge Ignacio García Cuerva (seit dem 28. November 2023)